# Hegermila
Hegermila — рід грибів родини Hyaloscyphaceae. Назва вперше опублікована у 1995 році.

## Класифікація
Згідно з базою MycoBank до роду Hegermila відносять 4 офіційно визнаних види:
- Hegermila andina
- Hegermila crassispora
- Hegermila octopartita
- Hegermila vermispora